# Radio Eska Leszno
Radio Eska Leszno – leszczyńska rozgłośnia radiowa należąca do sieci Radia Eska, nadająca na częstotliwości 102,0 MHz.
ESKĘ Leszno można odbierać też w pobliskich miastach: Głogowie, Górze, Gostyniu, Grodzisku Wielkopolskim, Kościanie, Lubinie, Polkowicach, Poznaniu, Rawiczu, Śremie, Wolsztynie, Wschowie i Złotoryi (województwo wielkopolskie, dolnośląskie, lubuskie) 
– Radio Eska w tych miastach nadaje na częstotliwości 102 FM.
Radio Eska Leszno nadaje 24 godziny na dobę, 7 dni w tygodniu muzykę przeznaczoną głównie dla grona słuchaczy w wieku 14-45 lat.
Co godzinę na antenie pojawia się serwis informacyjny "Eska Info", zawierający informacje z Polski, świata oraz Leszna.
Jako jedyna stacja radiowa w Lesznie nadaje program przeznaczony dla kierowców i zmotoryzowanych "Info Traffic" czyli informacje drogowe.
Dziennikarze Radio Eska Leszno
- Tomasz Szymlet - szef anteny - dziennikarz, prowadzący
- Joanna Haliasz-Kwintkiewicz - dziennikarz, prowadzący
- Andrzej Bartkowiak - dziennikarz sportowy

## Ważniejsze audycje
Od poniedziałku do piątku:
- Eska News - Poniedziałek-Piątek 06:00-17:00 - Mateusz Fuczyło, Łukasz Zduńczyk
- Eska Music News - Poniedziałek-Czwartek 21:30-21:45 - Michał Hanczak/Kasia Węsierska
- Obudź się na Jankesa - Poniedziałek-Piątek 6:00-9:00 - Jankes i Kama
- Hity na czasie - Poniedziałek-Piątek 9:00-12:00 - Rafał Adamczak/Kasia Węsierska
- Hity na czasie - Poniedziałek-Piątek - 12:00-15:00 - Kasia Węsierska/Rafał Adamczak
- Wrzuć na luz! - Poniedziałek-Piątek 15:00-18:00 - Pirowski&Pawełek
- ImprESKA - Poniedziałek-Czwartek 18:00-21:00 - Michał Hanczak/Dawid Kowalczyk
- Gorąca 20 - Piątek 18:00-21:00 - Dawid Kowalczyk
- Rap 20 - Poniedziałek - od 23:00 - Mati Fuczyło

Sobota:
- Weekend z hitami na czasie - Sobota 9:00-14:00 - Rafał Adamczak
- Weekend z hitami na czasie - Sobota 14:00-18:00 - Łukasz Zduńczyk
- Sobotnia ImprESKA 18:00-21:00 - Dawid Kowalczyk

Niedziela 
- Weekend z Hitami na czasie - Niedziela 9:00-14:00 - Łukasz Zduńczyk
- Weekend z Hitami na czasie - Niedziela 14:00-18:00 - Kamila Ryciak (Kama)
- ImprESKA - Niedziela 18:00-21:00 - Aleksander Pych

Audycje lokalne Radio Eska Leszno
Poniedziałek-Piątek 
Wiadomości lokalne 
- Informacje pogodowe i drogowe 06:00, 06:20, 06:40, 07:00, 07:20, 07:40, 08:00, 08:20, 08:40 - Joanna Haliasz-Kwintkiewicz
- Informacje pogodowe i drogowe, Eska Leszno News - 09:00-17:00 (co godzinę) - Joanna Haliasz-Kwintkiewicz, Tomasz Szymlet, Andrzej Bartkowiak
- Magazyn Reporterów Radio Eska Leszno - Poniedziałek-Czwartek 21:45-22:00 - Joanna Haliasz-Kwintkiewicz, Tomasz Szymlet

Sobota
- Magazyn Reporterów Radio Eska Leszno - 06:00-07:00 - Joanna Haliasz-Kwintkiewicz, Tomasz Szymlet
- Leszno na czasie - co godzinę - Tomasz Szymlet/Joanna Haliasz-Kwintkiewicz

Niedziela
- Magazyn Reporterów Radio Eska Leszno - Niedziela 06:00-06:30 - Joanna Haliasz-Kwintkiewicz, Tomasz Szymlet
- Leszno na czasie - co godzinę - Tomasz Szymlet/Joanna Haliasz
- Magazyn Reporterów Radio Eska Leszno - Niedziela 21:15-22:00 - Joanna Haliasz-Kwintkiewicz, Tomasz Szymlet

### Prowadzący
Radio Eska
- Krzysztof Jankowski JANKES
- Michał Hanczak
- Michał Sobkowski
- Rafał Adamczak
- Kamila Ryciak
- Paweł Pawelec
- Jan Pirowski
- Kasia Węsierska
- Dawid Kowalczyk
- Łukasz Zduńczyk
- Aleksander Pych
- Mati Fuczyło
- Konrad Traczyk

Radio Eska Leszno
Prowadzący (serwisy lokalne)
- Joanna Haliasz-Kwintkiewicz
- Tomasz Szymlet
- Andrzej Bartkowiak